# No One Likes Us, We Don’t Care

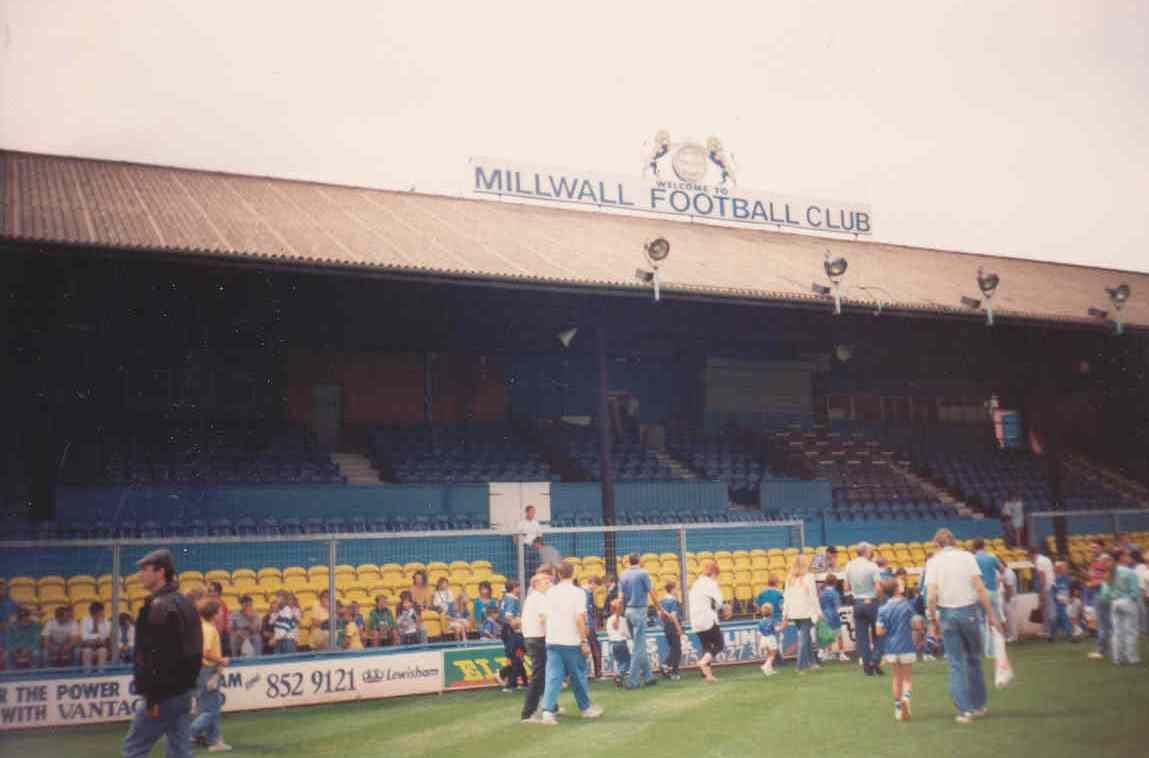
The Den, 1988

No One Likes Us, We Don’t Care (Niemand mag uns, uns ist das egal) ist der Fangesang der Fans des Londoner Fußballvereins FC Millwall. Er wird zur Melodie von Rod Stewarts Song Sailing gesungen. Die Millwall-Fans singen ihn zu Beginn des Spiels, oder wenn ein Tor gefallen ist. Er ist ein zentrales Element der Identitätsbildung der Millwall-Fans, und bekannt im gesamten englischen Fußball.
Der Song gewann seine Popularität in den 1980ern in der Nachfolge der Ausschreitungen im Pokalspiel von Millwall gegen Luton, bei dem es 81 Verletzte gab. Der Song spielt auf Millwalls berüchtigten Ruf als Club der Hooligans an, und zelebriert das Außenseitertum. Der komplette Text lautet:
No one likes us, no one likes us

No one likes us, we don't care!
We are Millwall, super Millwall

We are Millwall from The Den!
In Millwall ist das Lied mit dem Club verbunden, so dass sich sowohl ein wichtiges Fanzine No one likes us, ein anderes Some One Likes Us, wie auch das Standardwerk über die Fankultur des Clubs darauf beziehen. Ein weiteres Buch über den Club trägt diesen Titel, ebenso wie ein Millwall-Dokumentarfilm von 1990. Während der Unruhen in London 2011 verbündeten sich Millwall-Fans mit anderen Fußballfans aus Südlondon, und beschützten ihre Wohngegenden unter Absingen von No One Loots Us.
In Glasgow wurde die Songzeile von den Fans der Glasgow Rangers übernommen. Zum einen betonen sie damit ihre enge Anbindung an England, zum anderen das Außenseitertum innerhalb der schottischen Fanszene. Wie die Millwall-Fans auch, haben die Rangers-Fans das Gefühl ungerechtfertigt von der Presse geschmäht zu werden, während ihre Lokalrivalen Celtic Glasgow Liebling der Medien sind.
Seitdem es durch Millwall international bekannt wurde, hat das Lied zahlreiche Varianten erfahren. In England singen es beispielsweise die ungeliebten Clubs FC Wimbledon und Milton Keynes Dons, Nick Hornby nimmt den Song in Fever Pitch für den FC Arsenal in Anspruch, in Deutschland singen ihn beispielsweise die Fans des FC St. Pauli, in Österreich singen die Fans des Grazer AK eine eingedeutschte Version davon.
Die besondere Verbindung zum Hooligantum auch in diesem Jahrtausend zeigte sich unter anderem durch die BBC-Dokumentation von 2002 über Hooligans, die den Titel No One Likes Us trug.
In den britischen Medien ist der Slogan sprichwörtlich geworden. Er diente bereits dazu, Investmentbanker zu beschreiben, wie die chinesische Delegation bei internationalen Klimaverhandlungen, oder den ehemaligen britischen Labour-Chef Ed Miliband.